# Dick Eijlers
Dick Eijlers (Lisse, 17 mei 1992) is een Nederlandse sjoeler die uitkomt voor Sjoelvereniging Zaanstad. Op 27 april 2008 werd hij voor het eerst wereldkampioen sjoelen en in 2009 haalde hij zijn tweede wereldtitel binnen. Daarnaast werd Eijlers driemaal Nederlands kampioen sjoelen, in 2009, 2012 en in 2016.

## Resultaten
| Jaar | NK (Gemiddelde) | Beker  | Overige                  |
| ---- | --------------- | ------ | ------------------------ |
| 2005 |                 |        | bij NK junioren (136,95) |
| 2006 |                 |        | bij NK junioren (138,40) |
| 2007 |                 |        | bij NK junioren (140,95) |
| 2008 | 21e ( 141,30)   |        | bij WK heren             |
| 2009 | (146,45)        |        | bij WK heren             |
| 2010 | (145,30)        | Goud   |                          |
| 2011 | (144,60)        | Zilver | 17e-32e bij WK heren     |
| 2012 | (146,40)        | Goud   |                          |
| 2013 | (144,95)        | Goud   | 5e-8e bij WK heren       |
| 2014 | 4e (144,05)     | Goud   |                          |
| 2015 | (145,40)        | Goud   | bij WK heren             |
| 2016 | (146,75)        | Goud   |                          |
| 2017 | 5e (144,65)     | Goud   | bij WK heren             |
| 2018 | 4e (142,40)     | Zilver |                          |
| 2019 | (143,30)        | 5e     | bij WK heren             |
| 2022 | (143,65)        |        |                          |